# Goryphus bunoh
Goryphus bunoh är en stekelart som beskrevs av Ian D. Gauld 1987. Goryphus bunoh ingår i släktet Goryphus och familjen brokparasitsteklar. Inga underarter finns listade i Catalogue of Life.